# The Grand Tour
『グランド・ツアー』（英語: The Grand Tour）は、2016年11月よりAmazonプライム・ビデオにて配信されている自動車番組。イギリス以外にも日本・アメリカなどで配信されている。

## 概要
2015年まで英国放送協会（BBC）の自動車番組『トップ・ギア』の司会を務めていた、ジェレミー・クラークソン、リチャード・ハモンド、ジェームズ・メイら3人による番組。プロデューサーであるアンディ・ウィルマンをはじめ、スタッフも多くが元『トップ・ギア』の制作陣で、事実上はBBCを不祥事により解雇されたジェレミーらがAmazon.comに移籍した番組である。2015年7月に3人がAmazon.comと契約したことが発表され、2016年5月に番組名が『The Grand Tour』に決定した。当初の契約は3シーズンで、1シーズンにつき12エピソード（計36エピソード）が制作される。出演者3人のギャラ等も含む3シーズンの制作予算は総計で約1億6000万ポンド（約208億円）にも及ぶ。
シーズン3までの番組スタイルはほぼ2015年までの『トップ・ギア』を踏襲し、ロケVTRとスタジオ（テント）パートを組み合わせた形となった。ただしザ・スティグや「Star in a Reasonably Priced Car（有名人格安車レース）」といった『トップ・ギア』の名物はBBCが権利を持っているため、本番組には引き継がれない。ロケ収録は2015年10月より開始しており、1回目のスタジオ収録は2016年7月17日にヨハネスブルグで、以降、各国を転々としながらシーズン1のロケが行われた。
スタジオパートの収録は『トップ・ギア』のような特定の建物内でなく、屋外に設置した巨大な「テント・スタジオ」内で行われる。テント・スタジオは持ち運びが可能であり、「ツアー」の名の通り世界各地を巡回して収録を行う。しかしながら、シーズン2のスタジオパートについては「司会者3人の加齢による体力低下を考慮した」という理由で、イギリス国内に留まっての収録となる。
Amazon Prime Videoでのシーズン1の最初の配信はイギリス、アメリカ、日本、ドイツ、オーストリアで2016年11月18日より開始された。シーズン2の配信は下記の事故のために遅れたが、2017年12月8日より開始された。シーズン3については2019年1月18日より配信開始されている。
なおAmazon.comでは、2018年12月に今後の番組制作予定についてコメントを出し、シーズン4の制作決定と、今後はスタジオ（テント）パートを廃止し、これまでのスペシャル版のようなロケのみの番組構成に移行する方針を明らかにしている。シーズン4は2019年12月 - 2021年12月にかけて4本のスペシャルが制作され、2022年9月からはシーズン5、2024年9月からはシーズン6がスタートしている。
2024年8月、プロデューサーのアンディ・ウィルマンは「（9月に配信開始予定の）ジンバブエ・ボツワナ編が最後の大規模ロケになる」ことと、一方で番組自体は今後も継続し、新たな番組スタイルの検討に入っていることを明らかにした。同年9月にはハモンドがメディアの取材に応じ、従来のレギュラー3人が降板する一方で、新たな出演者の選考が進められていることを明らかにしている。
2025年4月より、新番組として「The Not Very Grand Tour」が配信される。過去の3人によるテストドライブ映像などを中心に、内燃機関と自動車の歴史を振り返るような内容だが、新たに撮り下ろされるパートにはジェレミーは出演しない。また2025年後半以降「The Grand-ish Tour」という題名のスペシャル版が3本配信される予定（2025年4月現在、出演者等は不明）。

## 出演者
括弧内は吹替版での声の出演。
- ジェレミー・クラークソン（小形満）
- リチャード・ハモンド（佐藤晴男）
- ジェームズ・メイ（東和良）
- マイク・スキナー（英語版）（高松直輝） - 「ザ・アメリカン」。シーズン1にてテストドライバーを担当する。「V8エンジンを搭載したFR式のアメ車」以外は全て「共産主義」であるとみなすが、左ハンドルにはこだわらない様子である。シーズン2では「イギリスに来るのが嫌で辞めてしまった」とされ、別の「9ヶ月間のオーディションを経て選ばれた最速の女性」が務める。
- アビー・イートン（英語版） (奥野えりな) - シーズン2にてテストドライバーを担当する「9ヶ月間のオーディションを経て選ばれた最速の女性」。

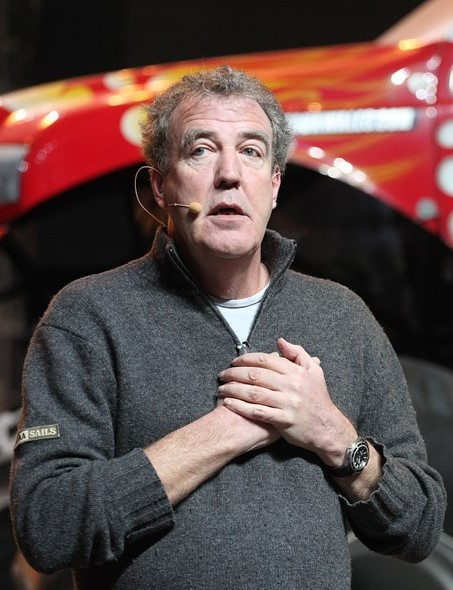
ジェレミー・クラークソン
リチャード・ハモンド
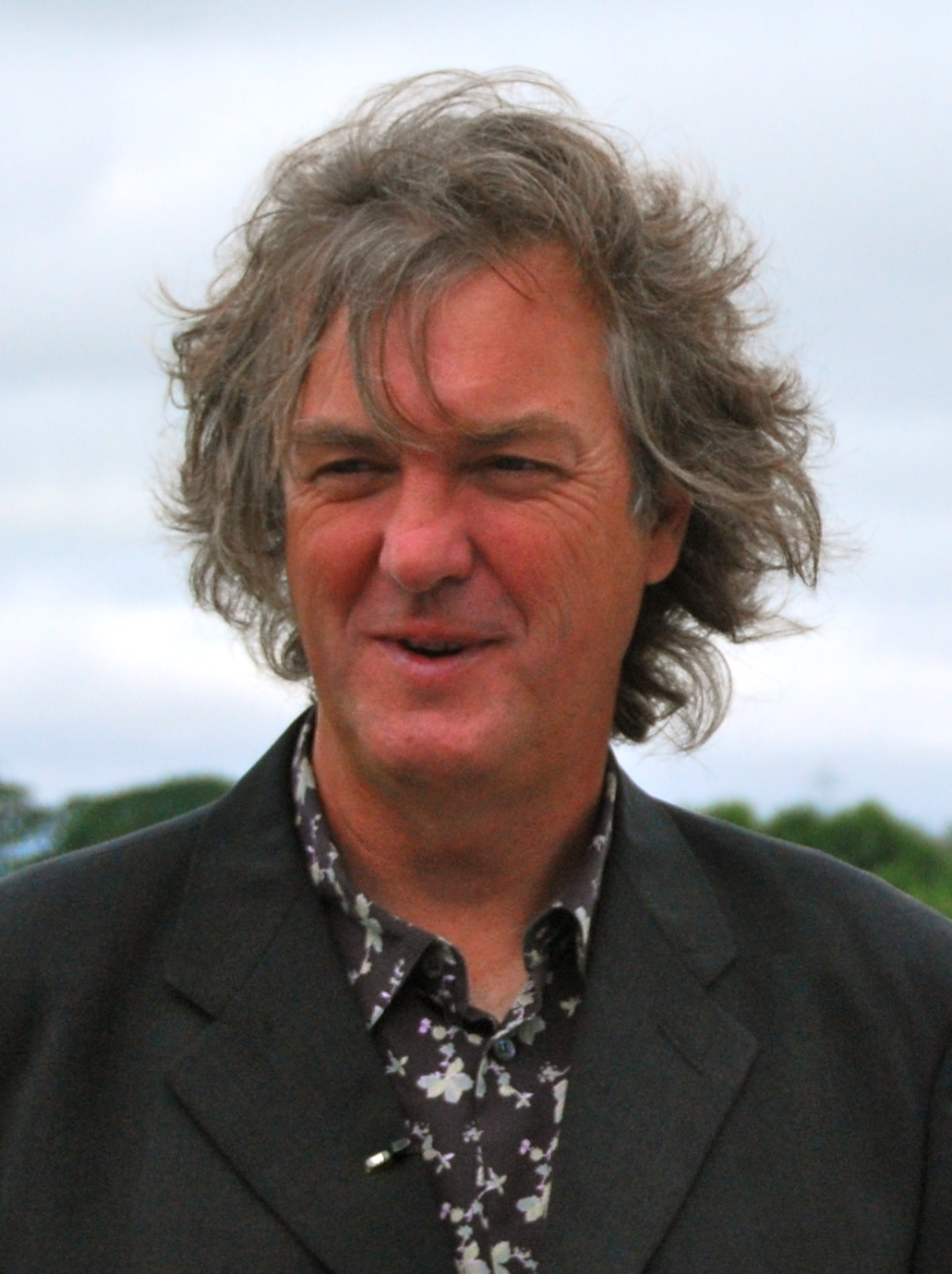
ジェームズ・メイ

## 企画
以下はシーズン2・エピソード2時点のもの。

### カンバセーション・ストリート
ジェレミー、ジェームズ、リチャードの3人がステージに置かれた椅子に座り、自動車に関する新しい情報や、それらに関する業界話などについてフリートークを繰り広げるコーナー。
コーナーに入る時に流れるタイトルコール映像が毎回異なり、最初はただ3人の影が喋っているだけだったが、徐々にリチャードがジェレミーを酒瓶で殴りつける、ジェレミーが掌から火炎を放つなど、過激なものも出てくる。

### セレブリティー・ブレインクラッシュ
シーズン1でのみ行われた企画で、セレブリティをゲストに迎え、登場直前に拠点テント内外で何らかの形で死亡する様子を見せるもの。一例として「スカイダイビングで登場予定だったジェレミー・レナーがロサンゼルスの荒野に墜落死する」、「番組を観覧しに来ていたキャロル・ボーダマンが3人の目の前で突然死している」「歩いて登場予定だったシャーリーズ・セロンがヨハネスブルクの荒野でライオンに捕食される」といったものがあり、番組のメインテーマである自動車とは何ら関係はない。死亡する瞬間を司会者三人が見届けた後、ジェームズが「つまり彼/彼女は来ないってこと？」と問いかけ、それに対してリチャードがゲストの死亡理由を解説するという流れでコーナーが幕を閉じる。もちろんのことだが、このコーナーのゲストらが自動車の運転はおろか言葉を発することもなく、せいぜいミュージシャンが演奏を人生とともに切り上げさせられる程度である。本筋である車の話とも全く関係ない。
コーナーに入る時に流れるタイトルコール映像ではイギリスの王族や現代のセレブリティらの頭が爆発する様子をアーケードゲーム風のアニメーションにしている。

### セレブリティー・フェイスオフ
シーズン2より開始された新企画で、同じジャンルで活躍する2人のセレブリティをゲストに迎え、同じコースを同じ車（ジャガー・Fタイプ）で走ってもらいタイムを競うコーナー。走るコースは後述の「エボラ・コース」とは違い、舗装路のみならず砂利道も織り交ぜたコースになっている。
登場回とゲスト一覧は下記の通り（◯印は勝者、×印は敗者）。
| 登場回                  | ゲストのテーマ                                 | ゲスト1                          | ゲスト2                      |
| ----------------------- | ---------------------------------------------- | -------------------------------- | ---------------------------- |
| シーズン2・エピソード1  | オーディション番組審査員                       | ◯ リッキー・ウィルソン           | × デビッド・ハッセルホフ     |
| シーズン2・エピソード2  | 小さな玉を投げ、打つスポーツの選手             | ◯ ケビン・ピーターセン           | × ブライアン・ウィルソン     |
| シーズン2・エピソード3  | クマと生活する人                               | × ヒュー・ボネヴィル             | ○ ケーシー・アンダーソン     |
| シーズン2・エピソード4  | イギリスの自動車産業に関係するクラシック歌手   | ○ マイケル・ボール               | × アルフィー・ボー           |
| シーズン2・エピソード5  | 以前バンドとして活動し、失敗した俳優           | × ビル・ベイリー（コメディアン） | ○ ドミニク・クーパー         |
| シーズン2・エピソード6  | ミドルネームにジョージが付く俳優               | ○ キーファー・サザーランド       | × ルーク・エヴァンズ         |
| シーズン2・エピソード7  | 他人を殴ったり締め上げたりして収入を得ている人 | ○ アンソニー・ジョシュア         | × ビル・ゴールドバーグ       |
| シーズン2・エピソード8  | Pで始まるバンドのドラマー                      | ○ ニック・メイスン               | × スチュワート・コープランド |
| シーズン2・エピソード9  | マジシャン                                     | × ダイナモ（マジシャン）         | ○ ペン＆テラー               |
| シーズン2・エピソード10 | 世界で最も速いゴルフ好き                       | ○ ローリー・マキロイ             | × パリス・ヒルトン           |

### タイムアタック
後述の決められたコースを同一のドライバーが様々な車でタイムアタックを行い、ラップタイムを競うコーナー。シーズン1では上記の「ザ・アメリカン」ことマイク・スキナーが車についての批評を述べながらドライブする。シーズン2では上述の「最速の女性」ことアビー・イートンがドライバーを務めるが、批評は行わない。

テストトラック「エボラ・コース」の概観。

#### 「エボラ・コース」
タイムアタックのコーナーでアタックするコースは、イングランド・ロートンの旧イギリス空軍飛行場跡地に作られている。形状がエボラウイルスと同じ形をしていることから「エボラコース」と呼ばれる。真っ直ぐに走れる箇所はごく限られた箇所しかなく、ロングストレートもほんの少しだけ角度がついた緩いカーブとなっており「イズント・ストレート（isn't straight）」と呼ばれる。TopGearテストトラックと比較すると道幅が狭く、路面も荒れている箇所が多い。さらにコースのすぐ隣やランオフエリア内に民家「貴婦人の館」や変電施設がある、羊がいるなどの理由で、ジェレミーは「世界一危険なコース」と評している。

## 事故
2017年6月、シーズン2の撮影のためにスイスにて開催されたヒルクライムイベントにMC3人が参加した時、リチャードが運転するクロアチア製の電気自動車のスーパーカー「リマック・コンセプトワン」が、ゴールライン通過後の左コーナーでコントロールを失い、土手の上に設定されていたコースから転落、大破炎上した。リチャードは逆さになった車から辛うじて這い出すことが出来たが、膝を骨折する大怪我を負った。しかし命に別状はなく、事故に遭ったことを自ら電話で家族に報告した。
ジェレミーはこの事故についてTwitterで「私が見た中で最も酷い事故だったが、リチャードは無事だった」と述べ、彼の無事を喜んだ。また、リチャード自身も入院先からビデオメッセージを寄せて無事をアピールし、後に事故の様子についても見解を述べている。
後にスイスのモータースポーツ協会「オートスポーツ・シュヴァイツ」は、このイベントの主催者に対して罰金5000ドルと6ヶ月間のライセンス停止という裁定を下し、FIAもコース設定が妥当であったかなどについて調査している。さらにこの事故の影響もあり、上述の通りシーズン2の放映に遅れが生じた。